# Andrena hanedai
Andrena hanedai là một loài Hymenoptera trong họ Andrenidae. Loài này được Tadauchi mô tả khoa học năm 1985.